# 圣味增爵斐勒略圣加大肋纳利奇圣殿

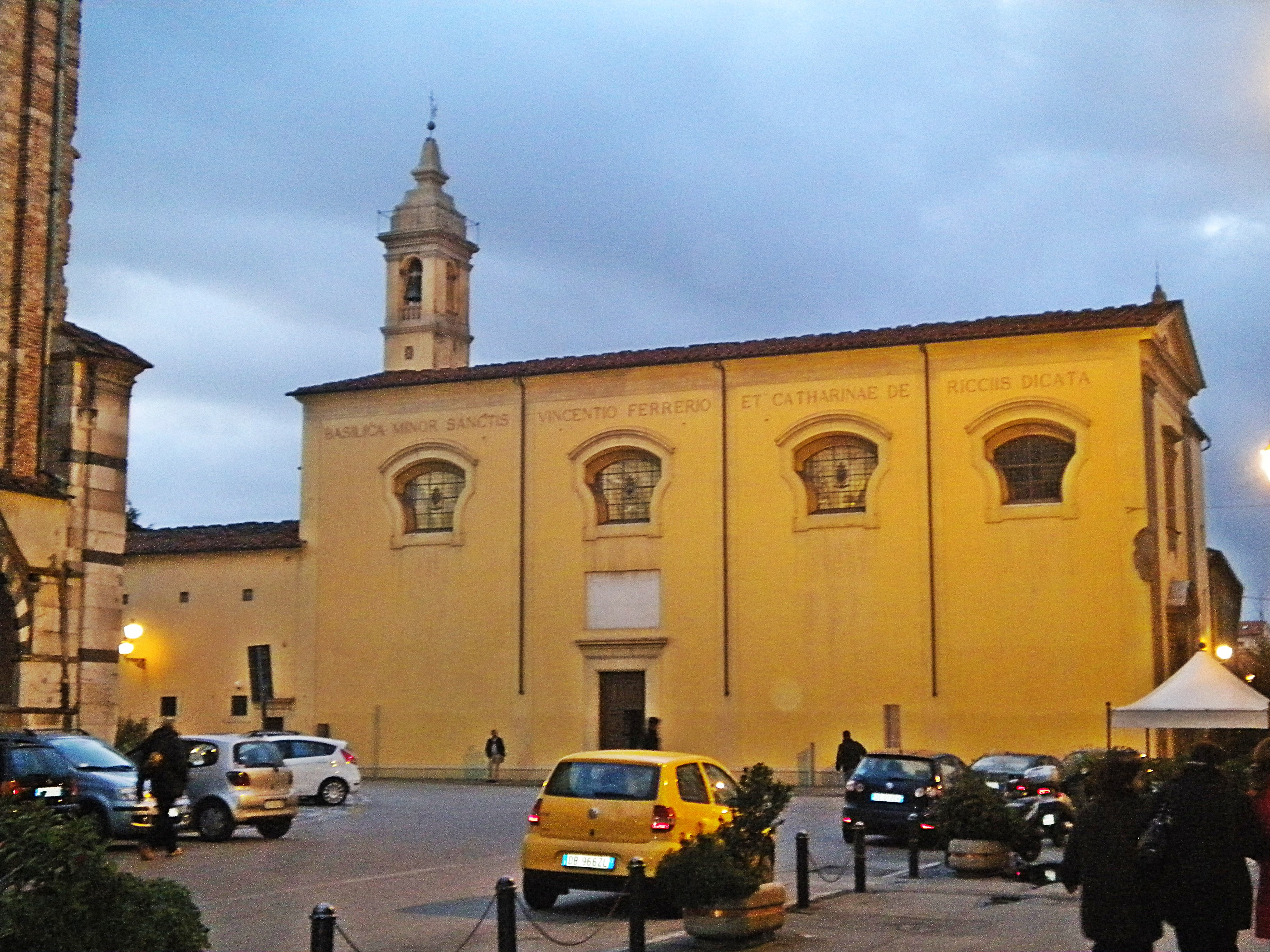

圣味增爵斐勒略圣加大肋纳利奇圣殿（Basilica dei Santi Vincenzo e Caterina de' Ricci）是一座罗马天主教宗座圣殿，位于意大利托斯卡纳大区普拉托的圣多明我广场（Piazza San Domenico）与圣味增爵街（via San Vincenzo）转角, 圣多明我堂（chiesa di San Domenico）前。

## 历史
十六世纪初，多明我修女院修建了一座供奉圣味增爵斐勒略的教堂，修女加大肋纳利奇起了巨大的推动作用。这座教堂完工于16世纪末，在18世纪圣加大肋纳利奇被封圣后，在1732-1735年进行了重建。

## 建筑

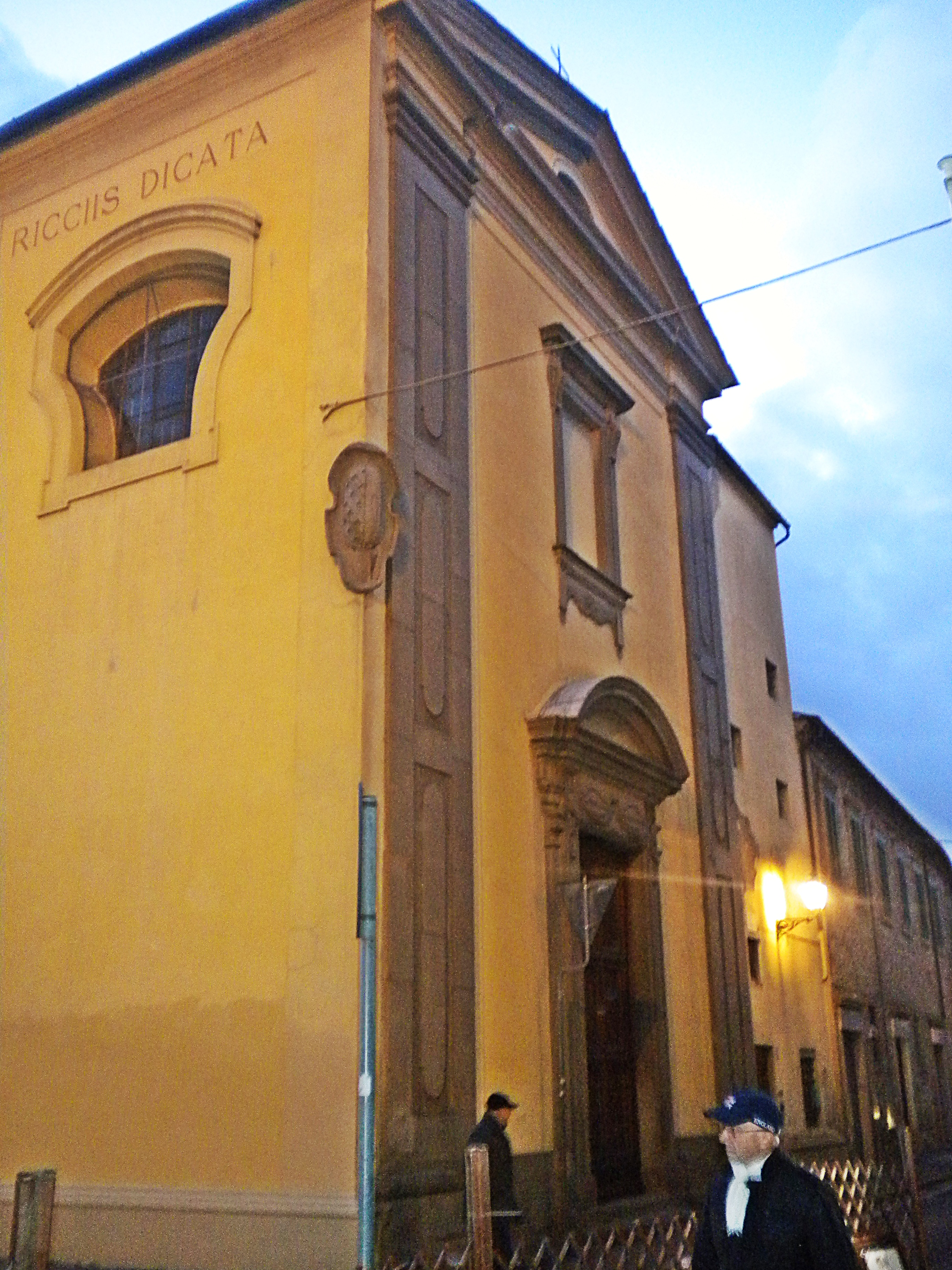
立面

从艺术的角度来看，该堂是晚期巴洛克文化的典范，湿壁画、灰泥、大理石浮雕、祭坛，组合非常和谐。

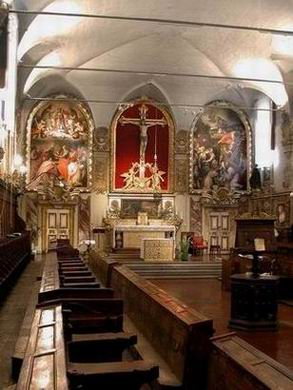

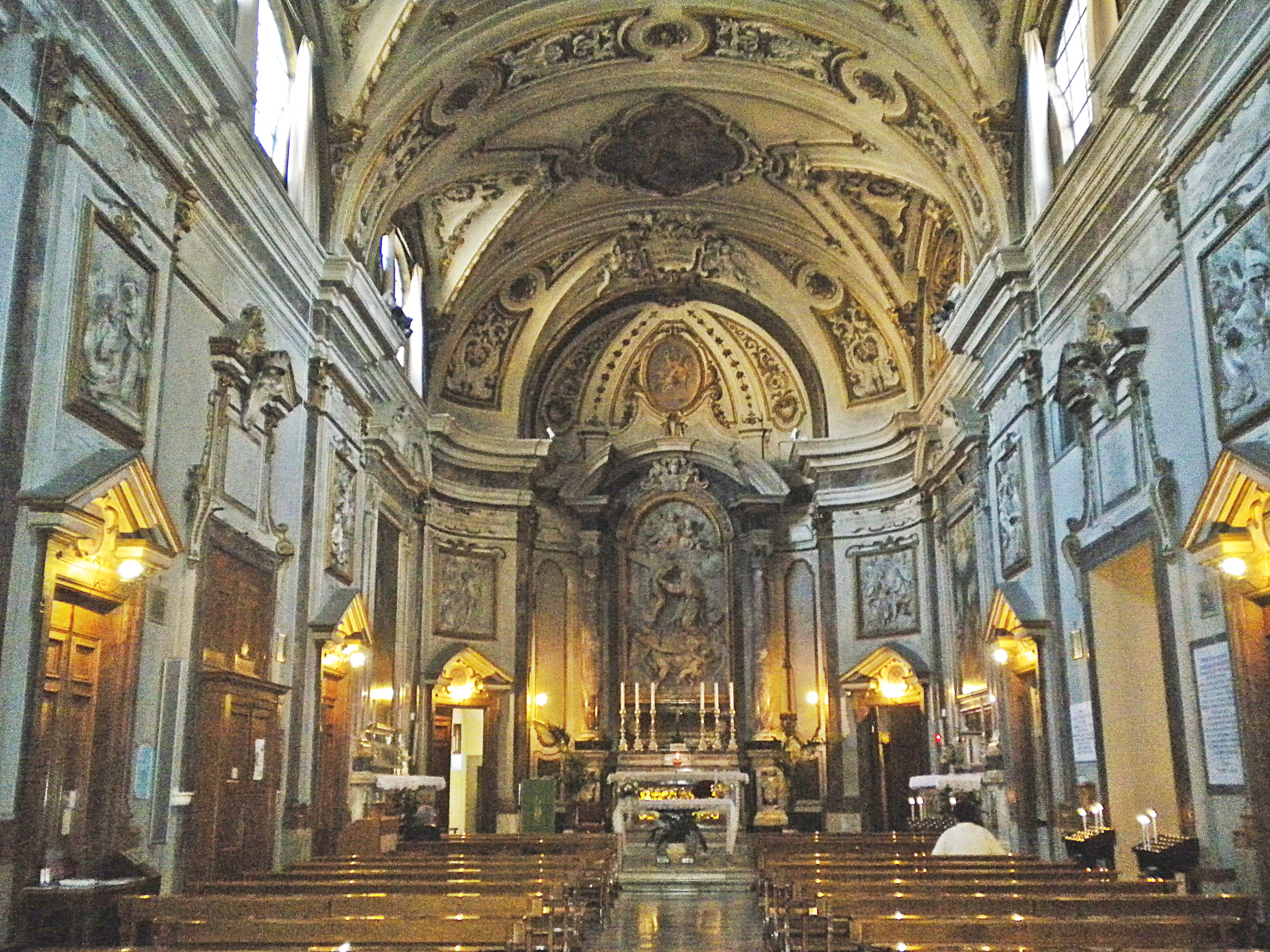
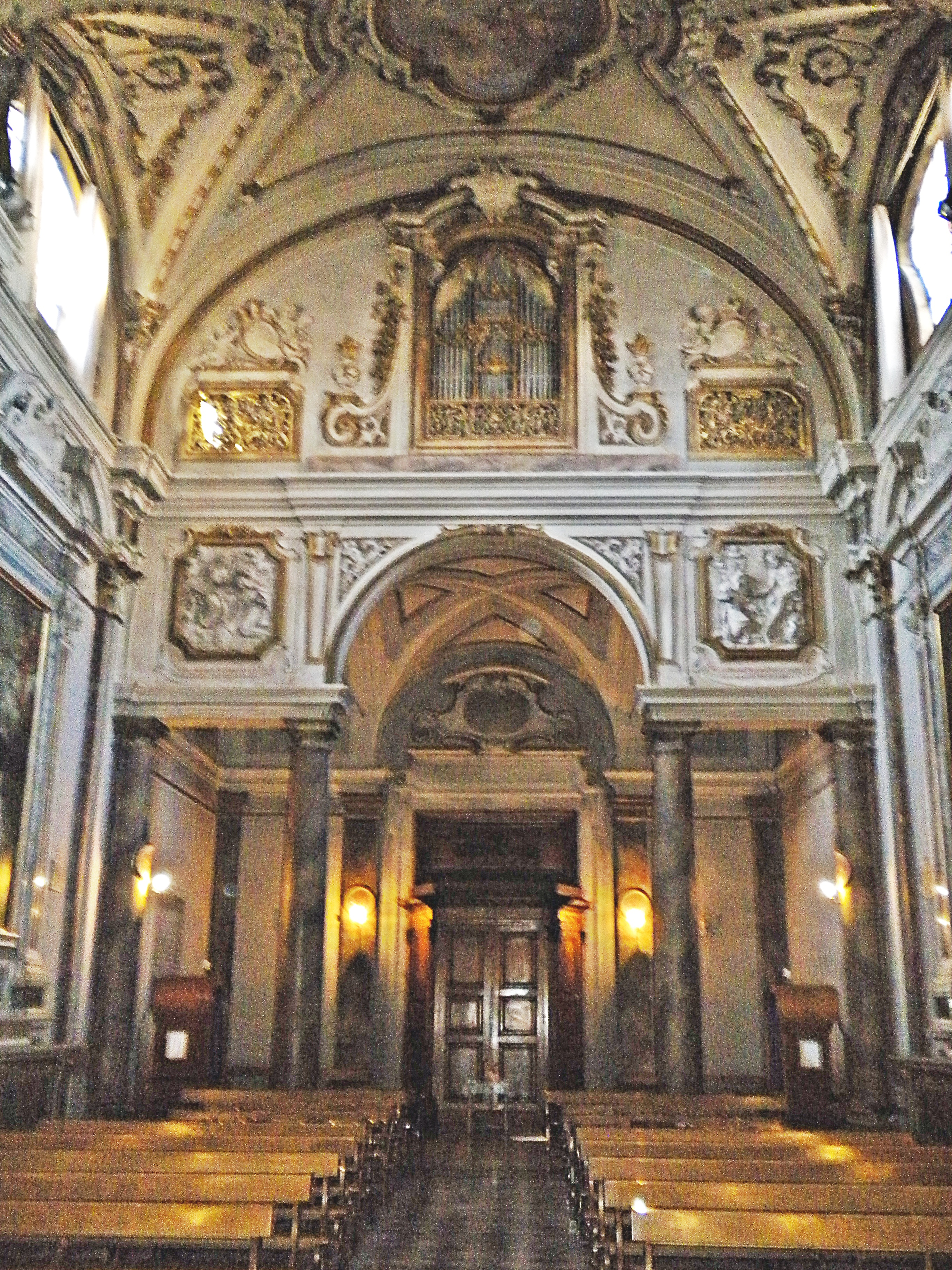
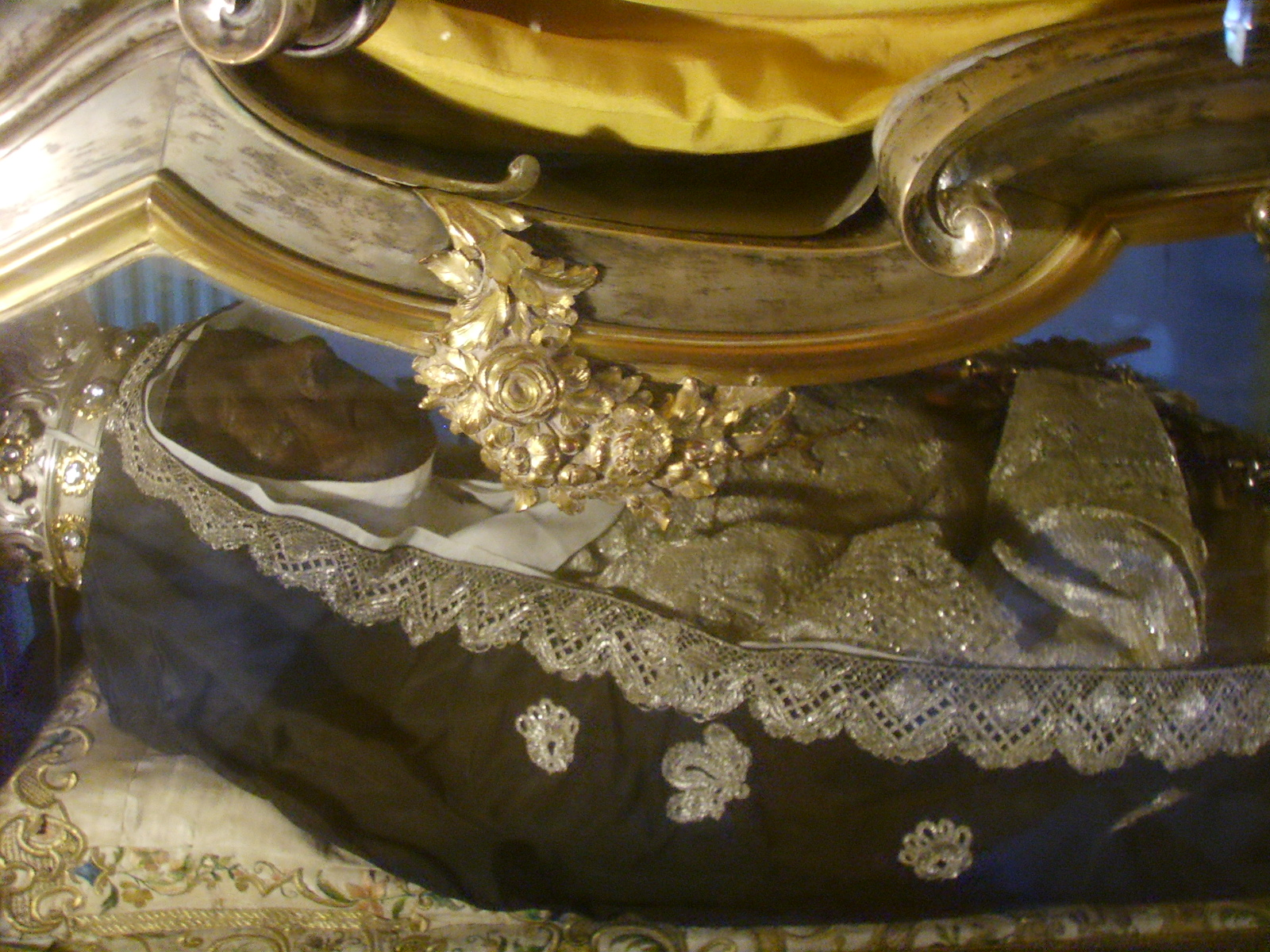
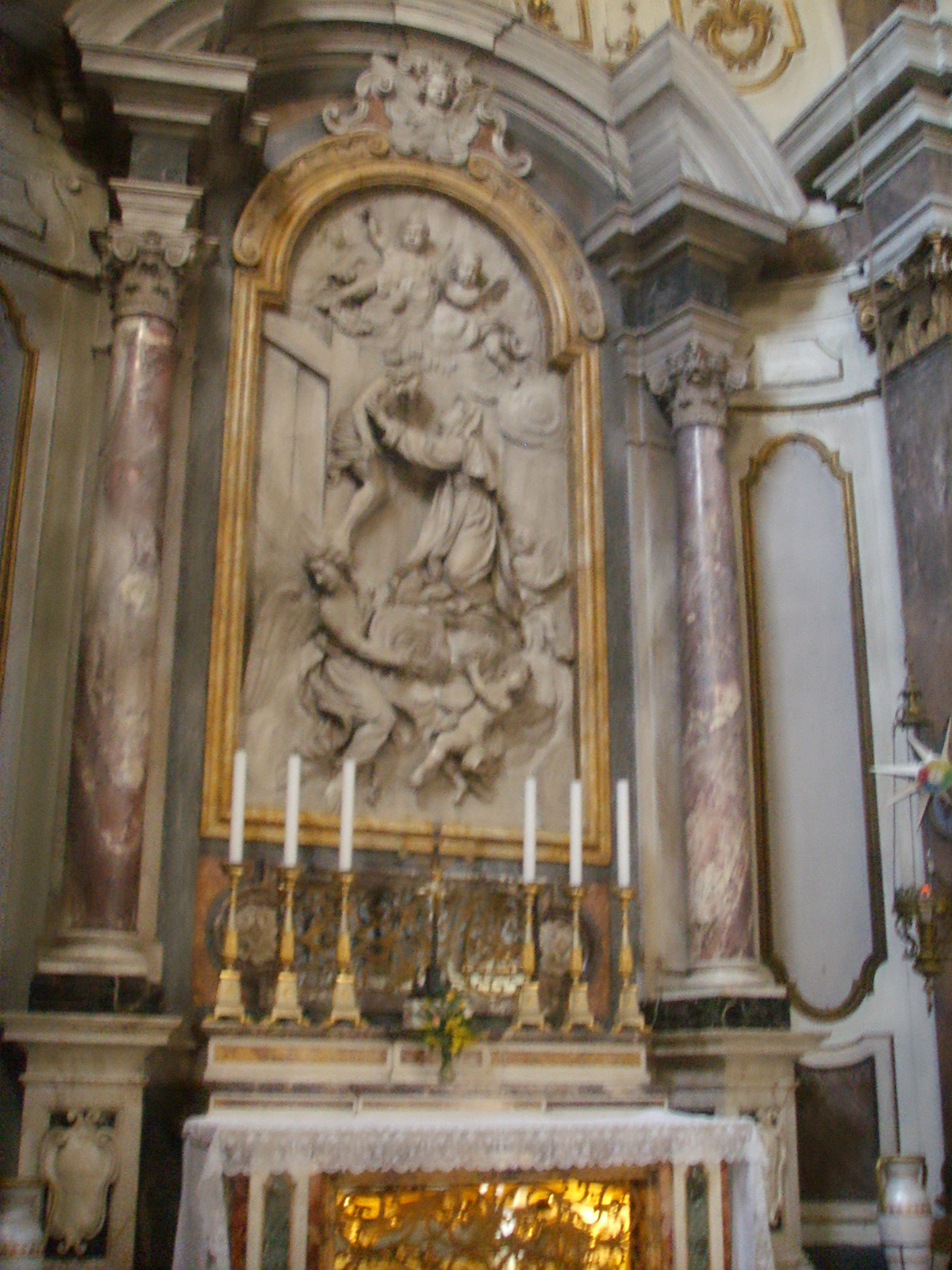